# Le Caire (Alpes-de-Haute-Provence)
Pour les articles homonymes, voir Le Caire (homonymie).
Le Caire est une commune française, située dans le département des Alpes-de-Haute-Provence en région Provence-Alpes-Côte d'Azur.
Ses habitants sont appelés les Cairois,.

## Géographie
Ce village est situé à 30 km au nord de Sisteron, sur le Grand Vallon.

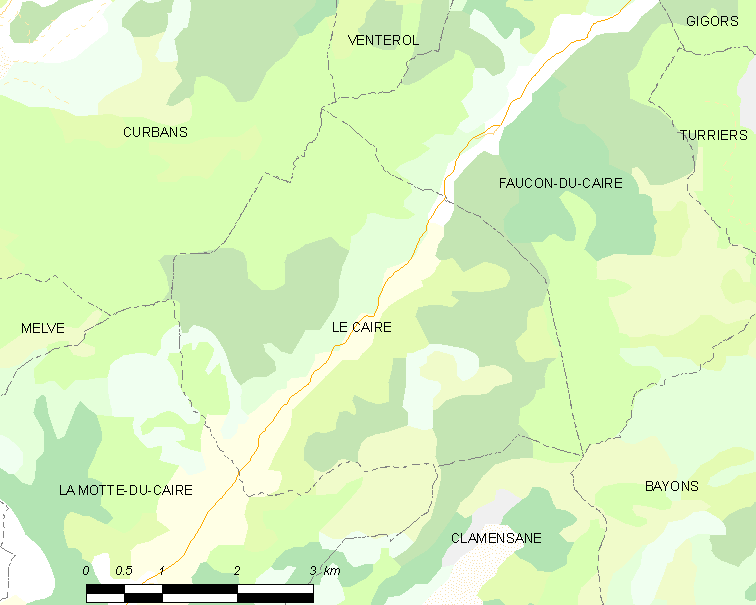
Le Caire et les communes voisines (cliquez sur la carte pour accéder à une grande carte avec la légende).

Les communes limitrophes du Caire sont Faucon-du-Caire, Clamensane, Bayons, La Motte-du-Caire et Curbans.

### Géologie

Massif des Alpes et localisation des Préalpes de Digne

Le territoire se situe en limite est des Baronnies orientales, sur des formations calcaires provençales du Jurassique supérieur et du Crétacé inférieur (roches sédimentaires issues d'un ancien océan alpin), entre trois formations géologiques majeures des Alpes :
- la nappe de Digne à l'est[4], au niveau du lobe de Valavoire[5] : il s'agit d'une nappe de charriage, c'est-à-dire d'une dalle épaisse de près de 5 000 m qui s'est déplacée vers le sud-ouest durant l'Oligocène et la fin de la formation des Alpes. Les lobes (ou écaille) correspondent à la bordure découpée à l'ouest de la nappe.
- la faille de la Durance au sud-ouest, dans la vallée ;
- le Plateau de Valensole au sud : bassin molassique du Miocène et du Pliocène composé de roches sédimentaires détritiques (dépôts liés à l'érosion des montagnes apparues à l'Oligocène).

Lors de la glaciation de Riss, une diffluence du glacier de la Durance franchit le col de Blaux, à l’ouest. Lors de la glaciation de Würm, le glacier est moins épais, mais s’avance presque autant : le front du glacier est proche du village, et les eaux de fonte se jettent dans le Grand Vallon.

### Climat
Pour des articles plus généraux, voir Climat de Provence-Alpes-Côte d'Azur et Climat des Alpes-de-Haute-Provence.
En 2010, le climat de la commune est de type climat méditerranéen altéré, selon une étude du Centre national de la recherche scientifique s'appuyant sur une série de données couvrant la période 1971-2000. En 2020, Météo-France publie une typologie des climats de la France métropolitaine dans laquelle la commune est exposée à un climat de montagne ou de marges de montagne et est dans la région climatique Alpes du sud, caractérisée par une pluviométrie annuelle de 850 à 1 000 mm, minimale en été.
Pour la période 1971-2000, la température annuelle moyenne est de 9,7 °C, avec une amplitude thermique annuelle de 17,5 °C. Le cumul annuel moyen de précipitations est de 988 mm, avec 7,2 jours de précipitations en janvier et 5,5 jours en juillet. Pour la période 1991-2020, la température moyenne annuelle observée sur la station météorologique de Météo-France la plus proche, « Turriers », sur la commune de Turriers à 9 km à vol d'oiseau, est de 10,6 °C et le cumul annuel moyen de précipitations est de 795,7 mm. 
La température maximale relevée sur cette station est de 40 °C, atteinte le 23 août 2023 ; la température minimale est de −17 °C, atteinte le 1er février 2010,,.
Les paramètres climatiques de la commune ont été estimés pour le milieu du siècle (2041-2070) selon différents scénarios d'émission de gaz à effet de serre à partir des nouvelles projections climatiques de référence DRIAS-2020. Ils sont consultables sur un site dédié publié par Météo-France en novembre 2022.

### Environnement
La commune compte 897 ha de bois et forêts, soit 51 % de sa superficie.

### Risques naturels et technologiques
Aucune des 200 communes du département n'est en zone de risque sismique nul. Le canton de La Motte-du-Caire auquel appartient Le Caire est en zone 1a (risque très faible mais non négligeable) selon la classification déterministe de 1991, basée sur les séismes historiques, et en zone 3 (risque modéré) selon la classification probabiliste EC8 de 2011. La commune du Caire est également exposée à trois autres risques naturels :
- feu de forêt,
- inondation (dans la vallée du Grand Vallon),
- mouvement de terrain[16].

La commune du Caire n’est exposée à aucun des risques d’origine technologique recensés par la préfecture.
Aucun plan de prévention des risques naturels prévisibles (PPR) n’existe pour la commune et le Dicrim n’existe pas non plus.
La commune a été l’objet de plusieurs arrêtés de catastrophe naturelle : en 1994 et 2003 pour des inondations, des coulées de boue et glissements de terrain.

## Urbanisme

### Typologie
Au 1er janvier 2024, Le Caire est catégorisée commune rurale à habitat très dispersé, selon la nouvelle grille communale de densité à 7 niveaux définie par l'Insee en 2022.
Elle est située hors unité urbaine et hors attraction des villes,.

### Occupation des sols
L'occupation des sols de la commune, telle qu'elle ressort de la base de données européenne d’occupation biophysique des sols Corine Land Cover (CLC), est marquée par l'importance des forêts et milieux semi-naturels (90,5 % en 2018), en diminution par rapport à 1990 (91,5 %). La répartition détaillée en 2018 est la suivante : 
forêts (57,8 %), milieux à végétation arbustive et/ou herbacée (28,1 %), terres arables (9 %), espaces ouverts, sans ou avec peu de végétation (4,6 %), prairies (0,6 %).
L'évolution de l’occupation des sols de la commune et de ses infrastructures peut être observée sur les différentes représentations cartographiques du territoire : la carte de Cassini (XVIIIe siècle), la carte d'état-major (1820-1866) et les cartes ou photos aériennes de l'IGN pour la période actuelle (1950 à aujourd'hui).

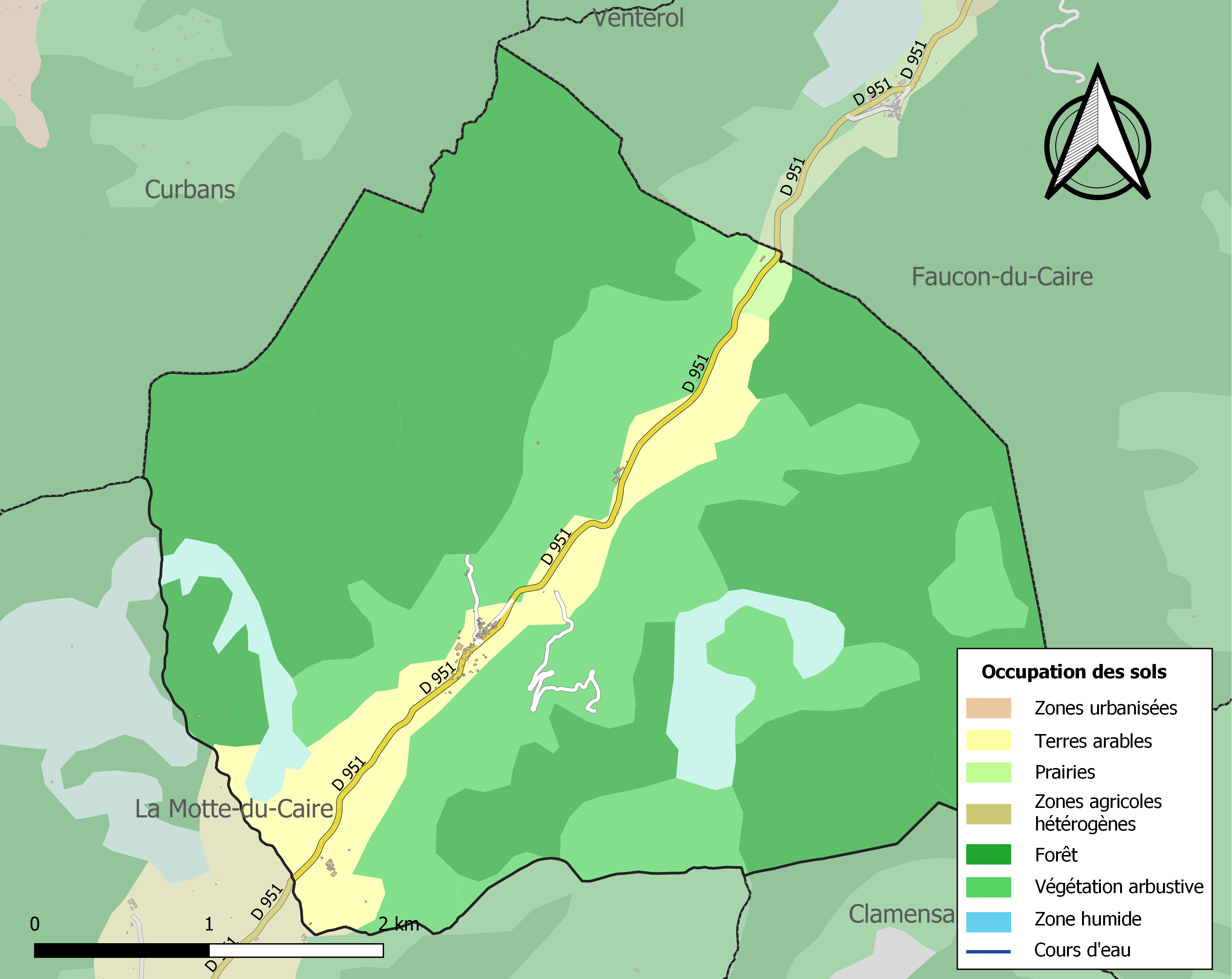
Carte de l'occupation des sols de la commune en 2018 (CLC).

## Toponymie
La localité apparaît pour la première fois dans les textes en 1237 (castro de Cadro). Les toponymistes sont d’accord pour rattacher ce nom à une désignation de la pierre :
- pour les Fénié, l’origine est préceltique[24] ;
- Charles Rostaing retient une origine occitane, avec le sens de pente pierreuse (cairoun)[25];
- Ernest Nègre retient également l’origine occitane du terme caire, mais avec le sens de pierre anguleuse, taillée, désignant une fortification en pierre de taille[26].
- Dauzat, Rostaing  et Vial pour Caire font référence à l'ancien français Quadrum (carré) qui a inspiré Caire (AHP), Cayres (HL), Le Cayrol 'Aveyron), et peut-être Quarante (Hérault).

## Économie

### Aperçu général
En 2009, la population active s’élevait à 33 personnes, dont aucun chômeur (huit fin 2011). Ces travailleurs sont majoritairement salariés (76 %) et travaillent majoritairement hors de la commune (70 %). L’essentiel des emplois de la commune se trouvent dans l’agriculture.

### Agriculture
Fin 2010, le secteur primaire (agriculture, sylviculture, pêche) comptait sept établissements actifs au sens de l’Insee et un emploi salarié<re.
Le nombre d’exploitations, selon l’enquête Agreste du ministère de l’Agriculture, est en légère augmentation dans les années 2000, passant de cinq à six, partagées entre cultures permanentes et élevages ovins. De 1988 à 2000, la surface agricole utile (SAU) a fortement baissé, de 350 ha à 184 ha, le nombre d’exploitations chutant parallèlement (de 13 à 5). La SAU s’est rétablie lors de la dernière décennie à un niveau proche de celui de 1998, à 344 ha.
On y pratique l'arboriculture.

#### Labels
La commune du Caire possède un label Appellation d'origine contrôlée (AOC) (Huile essentielle de lavande de Haute-Provence) et neuf labels Indication géographique protégée (IGP) (Pommes des Alpes de Haute-Durance, Miel de Provence, Agneau de Sisteron, Alpes-de-Haute-Provence (VDP) blanc, rouge et rosé et VDP de Méditerranée blanc, rouge et rosé).
L’agneau de Sisteron est une appellation label rouge protégée depuis 3 janvier 2005,.
Le miel de Provence est protégé par un label rouge associé à une indication géographique protégée, tant pour le miel toutes fleurs que pour le miel de lavande et lavandin[Par exemple ?].
Les pommes des Alpes de Haute-Durance ont obtenu une Indication géographique protégée en 2010.

### Industrie
Fin 2010, l’Insee ne recensait aucun établissement du secteur secondaire (industrie et construction) dans la commune.

### Activités de service
Fin 2010, le secteur tertiaire (commerces, services) ne comptait lui aussi aucun établissement ; seul un établissement du secteur administratif compte un salarié.
D'après l’Observatoire départemental du tourisme, la fonction touristique est assez importante pour la commune, avec entre un et cinq touristes accueillis par habitant, l’essentiel de la faible capacité d'hébergement étant représentée par des meublés.
Les 28 résidences secondaires représentent plus de 41 % des logements de la commune, et représentent de ce fait un appoint appréciable à la capacité d’accueil de la commune,,.

## Histoire

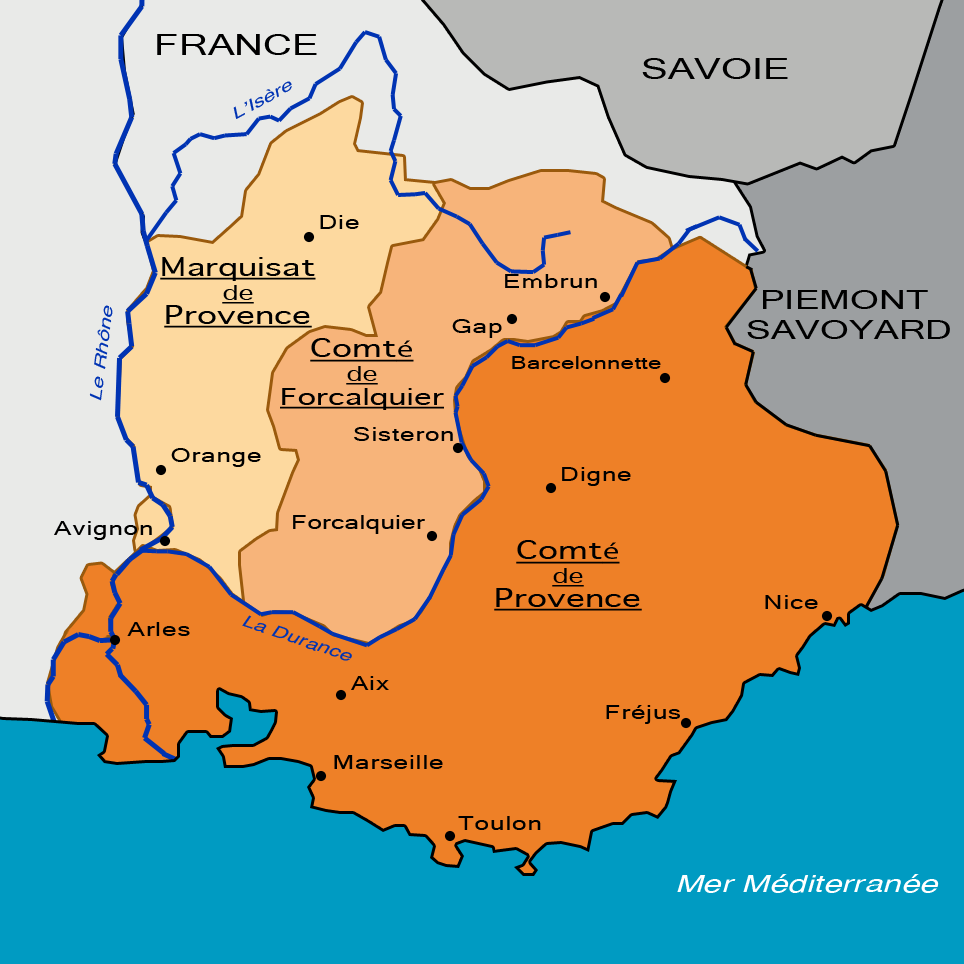
En 1125, le territoire fait partie du comté de Provence.

En dessous du site de l’ancien castrum, un cimetière gallo-romain, aux tombes aménagées avec des tegulae, a été mis au jour. L’ancien village se trouvait quelques dizaines de mètres au-dessus, à l’emplacement du cimetière. Le village s’est déplacé en amont dans les derniers siècles du Moyen Âge ou à la Renaissance.
En 1125, le territoire se situe dans la partie nord du comté de Provence. La communauté du Caire relevait de la baillie de Sisteron.
Vers la fin du XVIIe siècle, le 15 mai 1680, le Marquis de Janson vendit a Gaspard de Mongé, seigneur en partie de Puymichel, résidant a Aix, la seigneurie du Caire avec les titres et droits honorifiques qui en dépendaient. Gaspard de Mongé vivait encore en 1722 et était devenu conseiller secrétaire du Roi en la chancellerie de Provence en 1704. Il eut pour successeur son fils Elzéar de Mongé, seigneur du Caire, et en partie de Puymichel et Hauteval. Elzéar de Mongé avait épousé le 20 avril 1718 à la Madeleine a Aix Françoise de Rabillaud, fille de Pierre de Rabillaud, avocat au parlement de Provence, reçu le 2 février 1684 en l’office de conseiller du roi auditeur archivaire à la cour des Comptes, Aides et Finances de Provence. Ils eurent quatre filles. Anne qui épousa André de Rostolan, Suzanne mariée avec Paul de Garidel, Marie Madeleine Louise avec Joseph Elzéar Bernardy et Françoise Delphine avec Antoine Aubert. En mariant sa seconde fille a Paul de Garidel, le 11 Octobre 1746, Elzéar de Mongé promit a son futur gendre la seigneurie du Caire mais seulement après sa mort et celle de Françoise de Rabillaud, et a la condition que la dot stipulée dans le contrat de mariage soit rendue.
La seigneurie du Caire fut transmise a partir de 1766, année du partage, à Paul de Garidel (de la branche puînée de la Famille de Garidel), qui devint alors seigneur du Caire, et posséda tous les droits que Gaspard de Mongé avait acquis en 1680 du Marquis de Janson. Paul de Garidel demanda le droit de prélation de la terre du Caire le 16 janvier 1767, ce qui lui fut accordé le 10 avril 1767 (une pratique courante à l'époque). En mourrant à Manosque le 25 aout 1773, Paul de Garidel laissait pour successeur au fief son fils Jean-Baptiste de Garidel.
Des troubles liés à la crise frumentaire et au nouveau système d’imposition ont eu lieu à l’été 1790.
Un exode rural massif se produit de 1836 à 1901, la population passant de 260 à 143. Du charbon de terre a été un temps exploité, ainsi qu’une carrière de gypse à la fin du XIXe siècle. Ce gypse était transformé dans une fabrique de la commune.
Comme de nombreuses communes du département, Le Caire se soucie de dispenser une instruction primaire bien avant les lois Jules Ferry : elle compte deux écoles (une pour les garçons et une pour les filles) en 1844. En 1863, il ne reste que l’école de garçons.
La légère croissance amorcée au début du XXe siècle est freinée, comme partout en France, durant la Première Guerre mondiale. Le Caire perd un tiers de sa population de 1911 à 1921.
Durant la Seconde Guerre mondiale, le département est occupé par l'Italie en 1942-1943, puis par l'Allemagne nazie jusqu'en août 1944. Le débarquement de Provence ainsi que différents bombardements permettent une libération progressive de la zone.
Jusqu’au milieu du XXe siècle, la vigne était cultivée dans la commune, uniquement pour l’autoconsommation. Cette culture a depuis été abandonnée.
En 1954, la commune connait un doublement fugace de population, connait un minimum en 1962 (65 habitants) puis une très légère croissance de 20 habitants en 30 ans. Mais la population diminue à nouveau depuis les années 1990.

## Politique et administration

### Administration municipale
De par sa taille, la commune dispose d'un conseil municipal de neuf membres (article L2121-2 du Code général des collectivités territoriales). Lors du scrutin de 2008 il y eut deux tours (huit élus au premier tour et un au second). Marc Roncin a été élu conseiller municipal au premier tour avec le quatrième total de 36 voix soit 62,07 % des suffrages exprimés. La participation a été de 75,32 % . Il a ensuite été nommé maire par le conseil municipal.

### Liste des maires
L'élection du maire est la grande innovation de la Révolution de 1789. De 1790 à 1795, les maires sont élus au suffrage censitaire pour 2 ans. De 1795 à 1800, il n’y a pas de maires, la commune se contente de désigner un agent municipal qui est délégué à la municipalité de canton.
En 1799-1800, le Consulat revient sur l'élection des maires, qui sont désormais nommés par le pouvoir central. Ce système est conservé par les régimes suivants, à l'exception de la Deuxième République (1848-1851). Après avoir conservé le système autoritaire, la Troisième République libéralise par la loi du 5 avril 1884 l'administration des communes : le conseil municipal, élu au suffrage universel, élit le maire en son sein.
| Période   | Période                     | Identité                          | Étiquette | Qualité        |
| --------- | --------------------------- | --------------------------------- | --------- | -------------- |
| mai 1945  |                             | César Martin                      |           |                |
|           |                             |                                   |           |                |
| mars 2001 | mars 2008                   | Lucienne Boucher[réf. nécessaire] |           |                |
| mars 2008 | mars 2014                   | Marc Roncin                       |           |                |
| mars 2014 | En cours (au 17 avril 2014) | Jean-Michel Magnan                |           | Cadre bancaire |

### Intercommunalité
Le Caire fait partie :
- de 2008 à 2017, de la communauté de communes de La Motte-du-Caire - Turriers ;
- à partir du 1er janvier 2017, de la communauté de communes Sisteronais-Buëch.

### Instances administratives et judiciaires
Le Caire est une des 34 communes du canton de Seyne depuis 2015, qui totalise 8 377 habitants en 2012. La commune fait partie de l’arrondissement de Sisteron du 17 février 1800 au 10 septembre 1926, date de son rattachement à l'arrondissement de Forcalquier et de la deuxième circonscription des Alpes-de-Haute-Provence. Le Caire fait partie du canton de La Motte-du-Caire de 1793 à 2015 (Lamotte de 1793 à 1801). Le Caire fait partie des juridictions d’instance de Forcalquier, de la prud'homale de Manosque, et de grande instance de Digne-les-Bains.

### Fiscalité locale
| Taxe                                        | Part communale | Part intercommunale | Part départementale | Part régionale |
| ------------------------------------------- | -------------- | ------------------- | ------------------- | -------------- |
| Taxe d'habitation                           | 6,80 %         | 0,64 %              | 5,53 %              | 0,00 %         |
| Taxe foncière sur les propriétés bâties     | 16,22 %        | 2,25 %              | 14,49 %             | 2,36 %         |
| Taxe foncière sur les propriétés non bâties | 54,73 %        | 6,44 %              | 47,16 %             | 8,85 %         |
| Taxe professionnelle                        | 4,28 %         | 1,28 %              | 10,80 %             | 3,84 %         |

La part régionale de la taxe d'habitation n'est pas applicable.
La taxe professionnelle est remplacée en 2010 par la cotisation foncière des entreprises (CFE) portant sur la valeur locative des biens immobiliers et par la contribution sur la valeur ajoutée des entreprises (CVAE) (les deux formant la contribution économique territoriale (CET) qui est un impôt local instauré par la loi de finances pour 2010).

## Population et société

### Démographie
L'évolution du nombre d'habitants est connue à travers les recensements de la population effectués dans la commune depuis 1765. Pour les communes de moins de 10 000 habitants, une enquête de recensement portant sur toute la population est réalisée tous les cinq ans, les populations de référence des années intermédiaires étant quant à elles estimées par interpolation ou extrapolation. Pour la commune, le premier recensement exhaustif entrant dans le cadre du nouveau dispositif a été réalisé en 2008.
En 2022, la commune comptait 77 habitants, en évolution de +13,24 % par rapport à 2016 (Alpes-de-Haute-Provence : +2,84 %, France hors Mayotte : +2,11 %).
| 1765 | 1793 | 1800 | 1806 | 1821 | 1831 | 1836 | 1841 | 1846 |
| ---- | ---- | ---- | ---- | ---- | ---- | ---- | ---- | ---- |
| 253  | 253  | 238  | 251  | 278  | 244  | 260  | 239  | 227  |

| 1851 | 1856 | 1861 | 1866 | 1872 | 1876 | 1881 | 1886 | 1891 |
| ---- | ---- | ---- | ---- | ---- | ---- | ---- | ---- | ---- |
| 241  | 170  | 177  | 200  | 198  | 202  | 179  | 173  | 153  |

| 1896 | 1901 | 1906 | 1911 | 1921 | 1926 | 1931 | 1936 | 1946 |
| ---- | ---- | ---- | ---- | ---- | ---- | ---- | ---- | ---- |
| 148  | 143  | 146  | 148  | 93   | 106  | 87   | 82   | 73   |

| 1954 | 1962 | 1968 | 1975 | 1982 | 1990 | 1999 | 2006 | 2008 |
| ---- | ---- | ---- | ---- | ---- | ---- | ---- | ---- | ---- |
| 137  | 65   | 68   | 69   | 72   | 85   | 76   | 70   | 68   |

| 2013 | 2018 | 2022 | - | - | - | - | - | - |
| ---- | ---- | ---- | - | - | - | - | - | - |
| 63   | 74   | 77   | - | - | - | - | - | - |

| 1315    | 1471   |
| ------- | ------ |
| 98 feux | 9 feux |

L'histoire démographique du Caire, après la saignée des XIVe et XVe siècles et le long mouvement de croissance jusqu'au début du XIXe siècle, est marquée par une période d'« étale » où la population reste relativement stable à un niveau élevé. Cette période dure pendant toute la première moitié du XIXe siècle. L'exode rural provoque ensuite un mouvement tendanciel à la baisse de la population, avec de nombreuses hausses ponctuelles. Mais en 1901, la commune a perdu plus de la moitié de sa population par rapport au maximum historique de 1821. Le mouvement de baisse ne s'interrompt définitivement que dans les années 1960. Depuis, la population oscille aux alentours de 70 habitants.

### Enseignement
La commune ne dispose pas d'école primaire publique. Au niveau secondaire, les élèves sont affectés au collège Marcel-Massot. Puis ils poursuivent au lycée de la cité scolaire Paul-Arène à Sisteron,.

### Sports
Une via ferrata se trouve sur la commune.

### Santé
Ce petit village ne possède aucun professionnel de santé. Les médecins les plus proches se trouvent dans les communes des Hautes-Alpes : La Bâtie-Neuve à 44,3 km et La Saulce à 25,7 km. La pharmacie du secteur se situe à La Motte-du-Caire. Les hôpitaux les plus proches sont l'hôpital local de Laragne distant de 19 km et le centre hospitalier de Sisteron éloigné de 21 km.

### Cultes
Jusqu’en 1729, la paroisse dépendait de l’archiprêtré de Provence, autrefois appelé Oultre-Durance, dans le diocèse de Gap. À la suite de l'établissement des conférences ecclésiastiques en 1686, l'archiprêtré de Provence était divisé en trois nouveaux archiprêtrés en 1729 et l’archiprêtré du Caire est créé à ce moment-là. En 1749, les archiprêtrés sont à nouveau divisés, et celui du Caire est conservé.

## Lieux et monuments
L’ancienne fabrique de plâtre et de chaux est exceptionnelle car elle a conservé son système à traction animale. Le système d’extraction du gypse, les fours (de 1896 et 1930) et les machines de broyage sont conservées. La fabrique a fait l’objet d’une inscription partielle aux monuments historiques.
L’église paroissiale Saint-Michel-Archange date du milieu du XVIIe siècle, (dans son état actuel, elle était en ruines en 1599). Sa nef est voûtée d’ogives ; le chœur est à chevet plat. La nef possède un bas-côté. Le clocher, de taille modeste, est construit sur le chœur. L’église a été restaurée en 2003.
Cette église est signalée comme faisant suite d'un ancien couvent de Templiers, selon l’abbé Féraud, mais aucune possession templière n’est signalée dans la commune par Durbec et Thiery, Féraud attribue une origine templière à la majorité des églises.
Dans son mobilier se trouve une statue de saint Michel Archange, en carton polychrome et doré de 102 cm. Il est représenté en soldat romain, portant un manteau doré, portant un coup de lance au démon à ses pieds de la main gauche, et une balance, rappelant son rôle de peseur des âmes lors du Jugement dernier. Cette statue du XIXe siècle est notée comme inscrite par le catalogue d’exposition Des Anges (2013).
Les ruines d’une tour surplombent le village, sur une hauteur.
La via ferrata de la grande Fistoire se situe au lieu-dit les Cheminées. Paroi en calcaires thitoniques de 250 mètres de hauteur redressés à la verticale  lors de la formation des Alpes, elle fait partie du Rocher de la Fougère qui appartient au flanc Nord-Est du synclinal du Caire, lequel est l'accident le plus oriental des terrains autochtones de l'anticlinorium de Laragne.
Le monument aux morts de la guerre 1914-1918 est l'œuvre du sculpteur Émile Guillaume. Il est surmonté par la statue de La Délivrance.
Personnalités liées à la commune
- Jean-Michel Rolland, curé du Caire en 1789, député aux États généraux de 1789 et à l’Assemblée constituante (1789-1791).
- Pinette (Gédéon, alias Guy) personne morte en déportation.

## Héraldique
| Blason de Caire (Le) | Blason  | De sinople à un bourg composé d’une église et de plusieurs maisons d’argent, essorées et ajourées de sable, senestré d’un grand rocher d’argent du milieu duquel sort une rivière du même, coulant entre le bourg et le rocher, au chef d’argent chargé de ces mots LE CAIRE en caractères de sable. |
| Blason de Caire (Le) | Détails | Le statut officiel du blason reste à déterminer. |